# Dorset (district)
Dorset is vanaf 1 april 2019 een unitaire autoriteit en een Engels district in de regio South West England. Het is samengesteld uit East Dorset, North Dorset, Purbeck, West Dorset en Weymouth and Portland.

## Plaatsen in het district
- Beaminster
- Blandford Forum
- Bridport
- Dorchester
- Gillingham
- Lyme Regis
- Lytchett Matravers
- Portland
- Shaftesbury
- Sherborne
- Stalbridge
- Sturminster Newton
- Swanage
- Upton
- Wareham
- Weymouth
- Wimborne Minster
- Wool